# Oakwood Country Club
De Oakwood Country Club is een countryclub in de Verenigde Staten en werd opgericht in 1969. De club bevindt zich in Coal Valley, Illinois en beschikt over een 18-holes golfbaan met een par van 71. De golfbaan werd ontworpen door de golfbaanarchitect Pete Dye.

## Golftoernooien
Voor het golftoernooi is de lengte van de baan ('black-tees') voor de heren 6269 m met een par van 71.
- John Deere Classic: 1975-1999